# Pariska (Bělehrad)
Pariska (srbsky Париска, v českém překladu doslova Pařížská) je ulice v hlavním městě Srbska, Bělehradu. Nachází se nedaleko Sávy a pevnosti Kalemegdan. 
Zmíněnou pevnost ulice obchází z jižní strany. Na západním okraji přechází do ulice Karađorđeva, poté pokračuje na jih kolem budovy rakouského velvyslanectví, a následně směřuje na severovýchod a v dané trase tvoří přirozenou hranici mezi historickým středem města a pevností Kalemegdan. Ústí sem ulice Knez Mihailova. Nachází se zde také Hotel Nacional.
Ulice je rušnou městskou třídou s třemi jízdními pruhy. Odděleně od vozovky se nachází také tramvajové těleso.